# Kajrat Äbdyrachmanow
Kajrat Kudajbergenuły Äbdyrachmanow (kaz. Қайрат Құдайбергенұлы Әбдірахманов, ur. 21 kwietnia 1964 w Panfiłowie) – kazachski dyplomata i polityk, stały przedstawiciel przy ONZ w latach 2013–2016, minister spraw zagranicznych w latach 2016–2018.

## Życiorys

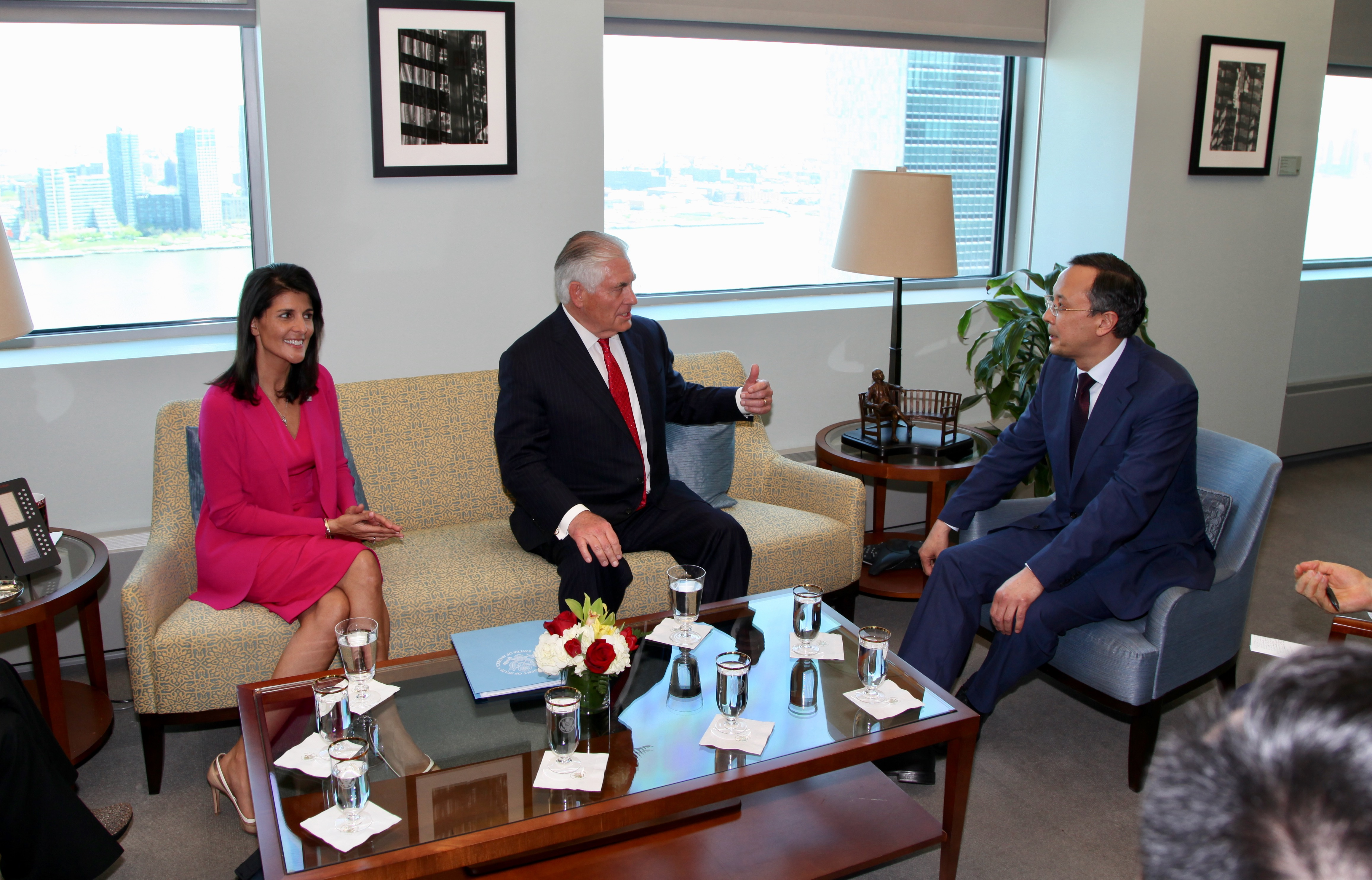
Ambasador USA przy ONZ Nikki Haley, sekretarz stanu USA Rex Tillerson i Kajrat Äbdyrachmanow, 28 kwietnia 2017

Absolwent historii Kazachskiego Uniwersytetu Państwowego im. Siergieja Kirowa (1987). W latach 1987–1991 wykładał w Kazachskim Instytucie Politechnicznym im. Włodzimierza Lenina, w kolejnych latach odbywał studia podyplomowe na Uniwersytecie im. Kirowa.
W 1993 roku Äbdyrachmanow rozpoczął pracę w departamencie europejskim w ministerstwie spraw zagranicznych Kazachstanu. W latach 1993–1998 kolejno awansował od stanowiska III sekretarza do funkcji dyrektora departamentu Europy i Ameryk. Od grudnia 1999 roku do stycznia 2001 roku był wiceministrem spraw zagranicznych. Następnie do kwietnia 2003 roku był radcą w ambasadzie Kazachstanu w Wielkiej Brytanii. Od kwietnia 2003 roku do marca 2006 roku pełnił funkcję ambasadora Kazachstanu w Izraelu. Od marca 2006 roku do sierpnia 2007 roku ponownie pełnił funkcję wiceministra spraw zagranicznych. W latach 2007–2008 oraz 2011–2013 był ambasadorem Kazachstanu w Austrii. Od października do listopada 2013 roku miał także akredytację w Słowenii. W latach 2011–2013 Äbdyrachmanow był stałym przedstawicielem Kazachstanu przy OBWE.
26 listopada 2013 został stałym przedstawicielem Kazachstanu przy ONZ. Funkcję tę pełnił do 28 grudnia 2016, gdy został ministrem spraw zagranicznych Kazachstanu.
Äbdyrachmanow włada trzema językami: kazachskim, rosyjskim i angielskim. Jest żonaty z Majrą Äbdyrachmanową, z którą ma syna Temirżana (ur. 1987) i córkę Ajnur.
Odznaczony m.in. Orderem Kurmet i Orderem Parasat.